# No Introduction
No Introduction è il primo album discografico in studio del rapper statunitense Tyga, pubblicato nel giugno 2008.

## Tracce
1. Diamond Life (feat. Patty Crash) – 3:26
2. Coconut Juice (feat. Travie McCoy dei Gym Class Heroes) – 3:29
3. Supersize Me – 3:33
4. Don't Regret It Now (feat. Patrick Stump) – 3:59
5. Pillow Talkin' – 4:17
6. AIM – 3:24
7. First Timers (feat. Evan Taubenfeld) – 3:43
8. Cartoonz – 3:20
9. Summertime – 3:01
10. Press 7 (feat. Alex DeLeon dei The Cab) – 3:45
11. Woww – 2:38
12. 2 AM – 3:55
13. Est. (80's Baby) – 2:34